# Paraptecticus viduatus
Paraptecticus viduatus är en tvåvingeart som beskrevs av Grunberg 1915. Paraptecticus viduatus ingår i släktet Paraptecticus och familjen vapenflugor. Inga underarter finns listade i Catalogue of Life.